# 蕭敬騰同名專輯
《蕭敬騰同名專輯》是台灣歌手蕭敬騰發行第一張國語專輯，由華納音樂發行。專輯由當今歌壇一線音樂人共同打造，包括了五月天的阿信、FIR的阿沁、蘇打綠的青峰、曹格、宋念宇（小宇），名製作人李偉菘 、李偲菘、陳偉、馬毓芬等，蕭敬騰也在新專輯中創作了「海芋戀」和「一輩子存在」，其中《海芋戀》是他在17歲時以哥哥的詞來譜曲的第一首創作，而《一輩子存在》是蕭敬騰自己的心情抒發。
2008年8月1日發行的《蕭敬騰同名專輯First Live影音限定版》則同步收錄了蕭敬騰於2008年7月6日台北淡水漁人碼頭舉辦的【同名專輯新歌發表會】戶外萬人演唱會的Live版CD以及實況影音DVD。

## 曲目

### 正式發行版
| 曲序 | 曲目       |                                                | 作曲                            | 编曲             | 製作人        | 备注                                          | 时长 |
| ---- | ---------- | ---------------------------------------------- | ------------------------------- | ---------------- | ------------- | --------------------------------------------- | ---- |
| 1.   | 收藏       | 陳鎮川                                         | 李偉菘                          | Martin Tang      | 李偉菘 李偲菘 | 首波主打 中華音樂人交流協會2008年11月推薦單曲 | 4:43 |
| 2.   | 王子的新衣 | Andreas Hemmeth Linnéa Handberg 改編詞：陳鎮川 | Andreas Hemmeth Linnéa Handberg | Derek Chua       | 李偲菘        | 發片主打 OT: Twist of Fate                    | 4:22 |
| 3.   | 原諒我     | 阿沁 陳天佑 吳易緯                             | 阿沁                            | Terence Teo      | 李偉菘        |                                               | 4:12 |
| 4.   | 奮不顧身   | 鄔裕康                                         | 曹格                            | 洪敬堯 謝明祥    | 馬毓芬        |                                               | 4:55 |
| 5.   | 疼愛       | 阿信                                           | 阿信                            | 小毛@輕鬆玩      | 陳偉          | (红麹黑麦汁广告曲)                            | 3:48 |
| 6.   | 多希望你在 | 吳青峰                                         | 吳青峰                          | 阿滾（動靜音樂） | 馬毓芬        |                                               | 5:12 |
| 7.   | 活著       | 崔惟楷                                         | 宋念宇                          | 宋念宇           | 陳偉          |                                               | 3:51 |
| 8.   | 一輩子存在 | 陳鎮川                                         | 蕭敬騰                          | Terence Teo      | 李偉菘        |                                               | 3:51 |
| 9.   | 我在哭     | 鄔裕康                                         | 李偲菘                          | Martin Tang      | 李偲菘        |                                               | 3:54 |
| 10.  | Blues      | 陳偉 林唯                                      | 陳偉                            | 陳偉             | 陳偉          | 改版主打                                      | 3:28 |
| 11.  | 海芋戀     | 十九筆                                         | 蕭敬騰                          | 郭偉聰           | 陳偉          | Bonus Track 古道茶饮广告曲                    | 4:00 |

### First Live影音限定版

#### CD 2
1. 王子的新衣
2. 活著
3. 海芋戀
4. 夠不夠 feat. 方大同
5. Love Song by 方大同
6. 奮不顧身
7. 一輩子存在
8. 我在哭
9. Blues
10. 疼愛
11. 原諒我
12. 多希望你在
13. 收藏

#### DVD
1. 王子的新衣
2. 活著
3. 海芋戀 dance with 徐若瑄
4. 夠不夠 feat. 方大同
5. Love Song by 方大同
6. 奮不顧身
7. 一輩子存在
8. 我在哭
9. Blues
10. 疼愛
11. 原諒我
12. 多希望你在
13. 收藏

## 發行版本
| 發行日期      | 版本                                   | 專輯資訊                                                                                   |
| ------------- | -------------------------------------- | ------------------------------------------------------------------------------------------ |
| 2008年6月16日 | 《蕭敬騰同名專輯》正式發行版           | 預購禮：2008年6月2日至6月15日止 傳統唱片行通路加贈收藏琴譜，便利商店及網路預購加贈收藏套卡 |
| 2008年8月1日  | 《蕭敬騰同名專輯First Live影音限定版》 | 除專輯外同步收錄蕭敬騰漁人碼頭新歌發表會Live版CD+DVD（2CD+DVD）                            |
| 2008年9月26日 | 《蕭敬騰同名專輯 終極收藏版》          | 附流水編號精裝台灣限量發行10000套 前一版內容外附加MV以及花絮影片DVD（2CD+2DVD）            |

## 音樂錄影帶
- 2008年6月1日《收藏》導演：鄺盛
- 2008年6月17日《王子的新衣》導演：徐筠庭
- 2008年6月26日《原諒我》導演：游紹  / 特別演出：張睿家　郭碧婷
- 2008年6月26日《奮不顧身》導演：鄺盛  / 特別演出：阮經天　李康宜
- 2008年7月17日《疼愛》導演：王柏林
- 2008年8月1日《Blues》導演：比爾賈（電視Live版、網路吸血鬼版雙版本）[2]
- 2008年8月13日《我在哭》導演：鄺盛
- 2008年9月4日《多希望你在》
- 2008年9月4日《活著》
- 2008年9月11日《一輩子存在》
- 2008年9月11日《海芋戀》

## 宣傳活動

### 預購簽唱會
- 2008年6月6日 台北西門町
- 2008年6月8日 台中廣三SOGO \ 高雄新光三越
- 2008年6月14日 花蓮舊鐵道徒步區

### 發片簽唱會
- 2008年6月18日 板橋天秤座民歌西餐廳
- 2008年6月21日 高雄漢神百貨 \ 台中新光三越
- 2008年6月22日 台北西門町
- 2008年7月26日 台南南方公園

### 改版簽唱會
- 2008年8月2日 台中廣三SOGO
- 2008年8月3日 台北西門町 \ 高雄漢神巨蛋[3]

### 改版拍照會
- 2008年10月4日 高雄漢神百貨 \ 嘉義新光三越
- 2008年10月5日 台北西門町 \ 台中中街水利廣場

### 現場演唱
- 2008年6月1日 台南 長榮大學畢業演唱會
- 2008年6月6日 台北 南港高工建校30週年校慶演唱會
- 2008年6月8日 高雄 愛河 【幸福高雄 活力端午】表演晚會
- 2008年6月13日 雲林 虎尾科技大學校園演唱會
- 2008年6月14日 花蓮 大漢技術學院 【 台啤青勢力夏日搖滾HIGH翻天】演唱會
- 2008年6月15日 台北 【同名專輯新歌私聽會】[4]
- 2008年7月4日 板橋 第一運動廣場 【前進奧運 中華健兒加油音樂會】[5]
- 2008年7月6日 台北 淡水漁人碼頭 【同名專輯新歌發表會】—— 個人首度戶外萬人演唱會，演唱專輯全部曲目並與嘉賓徐若瑄、方大同、Daniel Powter合唱[6]
- 2008年7月20日 台北 自由時報 【收藏蕭敬騰自由演唱會】[7]
- 2008年8月1日 台北 【蕭敬騰BLUES之夜】—— 以快閃的方式在五個小時內在十間夜店演唱同一首歌曲[8]
- 2008年10月31日 台北 【台北世貿國際旅遊展】
- 2008年12月26日 花蓮 【花蓮太平洋國際觀光節】

### It's My Life校園巡迴演唱會
- 2008年9月17日 雲林 環球技術學院【星光綻FUN環球】校園巡迴演唱會
- 2008年10月2日 彰化 建國科技大學【建國瘋整眠 蕭翻你神經】迎新演唱會
- 2008年10月13日 台中 中台科技大學 迎新演唱會
- 2008年10月15日 彰化 大葉大學 【2008大葉HIGH翻天】演唱會
- 2008年10月22日 桃園 清雲科技大學 【清快寫意,盡情奔放】校慶演唱會
- 2008年10月25日 台北 黎明技術學院 【2008 唯有黎明】校慶演唱會
- 2008年10月31日 台北 南山高中 校慶演唱會
- 2008年11月1日 台中 東海大學 校慶演唱會
- 2008年12月17日 高雄 高雄大學 校園演唱會
- 2008年12月23日 雲林 虎尾科技大學 【虎動青春】三校聯合耶誕晚會
- 2008年12月28日 台南 台南大學 校園演唱會

### 海外宣傳
- 2008年7月27日 香港apm【同名專輯簽唱會】[9]
- 2008年7月30日 香港【新城國語力頒獎禮2008】[10]
- 2008年8月10日 新加坡 新達城【收藏Jam蕭敬騰簽唱會】 \ 【收藏Jam蕭敬騰音樂會】
- 2008年8月12日 馬來西亞 新山【收藏簽唱會】
- 2008年8月13日 馬來西亞 Batu Pahat Summit【收藏簽唱會】
- 2008年8月15日 馬來西亞 Selayang Mall【收藏簽唱會】
- 2008年8月16日 馬來西亞 Mines Wonderland Amphitheatre【收藏大型戶外簽唱會】
- 2008年8月17日 馬來西亞 Klang Parade【收藏簽唱會】
- 2008年8月23日 馬來西亞 馬六甲【夏日8度演唱會】
- 2008年9月3日 北京【蕭敬騰同名專輯發佈會】各大媒体代表以及華納大中華區總裁陳澤杉為蕭敬騰頒發了代表「人氣」、「銷量」、「排行榜」各項冠軍的十枚金牌[11]
- 2008年9月6日  北京【蕭敬騰《王子的新歌》首唱會】於歌迷將場地人數限制擠爆，而被迫臨時提前半個小時開場，在開場之後為了安全更實行了封場政策[12][13]
- 2008年10月17日  四川【四川大學錦城學院迎新會】
- 2008年10月19日  上海【2008我型我秀】决赛嘉賓
- 2008年10月23日  寧波 寧波理工学院【蕭幫獅友會】-蕭敬騰寧波歌友會
- 2008年11月19日  遼寧 瀋陽音樂學院 瀋陽歌友會
- 2008年11月20日  河北 廊坊東方大學城 河北歌友會
- 2008年12月5日 江蘇 常熟理工學院 常熟歌友會
- 2008年12月6日  江蘇 昆山大戲院 昆山歌友會
- 2008年12月7日  江蘇 太倉市青少年活動中心 太倉歌友會
- 2008年12月27日 廣州 【中國歌曲排行榜歡唱會】

## 銷售記錄
- 2008年7月30日 於網路拍賣推出999張中英文簽名專輯22分鐘完售[14]，經歌迷連署加碼999張後再行開拍僅2分26秒即銷售一空[永久]，創下該拍賣網站與藝人合作專案紀錄。
- 改版發行首週奪得各大銷售排行榜冠軍

G-music華語榜（銷售比19.93%）與綜合榜（銷售比8.41%）冠軍 （页面存档备份，存于）
五大金榜華語榜冠軍（銷售比16.4%） （页面存档备份，存于）
佳佳唱片 （页面存档备份，存于）華語音樂榜冠軍 （页面存档备份，存于）

### 台灣
- G-music

2008年度華語榜（銷售比4.07%）與綜合榜（銷售比2.08%）銷售總排行第三名
發行首週華語榜（銷售比42.06%）與綜合榜（銷售比23.93%）冠軍
七週華語榜與綜合榜銷售雙料冠軍
華語榜在榜二十九週
- 五大金榜

2008年度華語榜銷售總排行第三名（銷售比3.10%）
發行首週華語榜冠軍（銷售比37.14%）
七週華語榜冠軍 
華語榜在榜二十六週
- 佳佳唱片

四週華語音樂榜冠軍
連續十五週華語榜在榜
- 博客來網路書店

四週華語音樂榜冠軍
華語暢銷榜月冠軍
連續十六週華語榜在榜
2008年博客來年度百大－華語音樂 第三名 蕭敬騰 / 《同名專輯First Live影音限定版》（2CD+DVD）

### 香港
- HMV 亞洲大碟榜、國粵語音樂排行榜 週冠軍[24]

### 新加坡
- Sembawang Music Centre 華語榜雙週冠軍
- Popular CD Rama 華語榜雙週冠軍[25]
- HMV 華語榜雙週冠軍
- 2008年度新加坡華語專輯銷售榜第四名[26]

### 馬來西亞
- Popular CD Rama 華語榜週冠軍[27]

### 中國大陸
- 聆聽網 2008年度音樂大盤點 第12名 [28]

## 音樂排行榜

### 線上音樂
- KKBOX

2008年6月 單曲月冠軍〈收藏〉
2008年7月 單曲月冠軍〈王子的新衣〉
專輯榜雙月冠軍
2008數位音樂風雲榜 - 專輯榜第三名《蕭敬騰同名專輯》，單曲榜：〈原諒我〉第八名、〈王子的新衣〉第十三名
2009數位音樂風雲榜 - 專輯榜第四十二名
- ezPeer

專輯榜六週冠軍
2008年度華語專輯點播排行榜第九名

### 電視廣播
- 全球華語歌曲排行榜 週冠軍〈王子的新衣〉
- MTV

封神榜 六週冠軍：〈王子的新衣〉〈原諒我〉〈疼愛〉〈Blues〉
暢囂金榜 六週冠軍
卡拉卡拉榜 五週冠軍〈原諒我〉
- Channel V音樂飆榜 週冠軍〈收藏〉
- HITO排行榜 中文榜五週冠軍[33]
- 飛碟聯播網 幽浮勁碟排行榜 華語榜六週冠軍：〈收藏〉〈王子的新衣〉〈奮不顧身〉〈原諒我〉  （页面存档备份，存于）
- KISS Radio 發燒排行榜 華語榜雙週冠軍
- Music Radio 音樂之聲 中國Top排行榜 港台音樂榜冠軍：〈王子的新衣〉〈原諒我〉
- TVB8 金曲榜 (香港) 週冠軍〈收藏〉
- Radio 1003 優勢流行榜 (新加坡) 週冠軍〈收藏〉
- YES 933 醉心龍虎榜 (新加坡) 三週冠軍：〈收藏〉〈原諒我〉，季冠軍〈原諒我〉
- Radio 988 精彩聲勢排行榜 (馬來西亞) 四週冠軍：〈收藏〉〈王子的新衣〉〈疼愛〉
- 內地電台，《王子的新衣》在全国300余家电台热播，200余家电台上榜，获得100余个电台榜单第一名。[34]

### KTV
- 錢櫃KTV 新歌排行榜冠軍〈原諒我〉
- 好樂迪KTV 國語新歌排行榜冠軍〈原諒我〉 （页面存档备份，存于）
- 馬來西亞RED BOX KARAOKE 2008年K歌20強〈原諒我〉

### 2008年度單曲排行
- HIT FM年度百首單曲票選－第9名〈原諒我〉、第32名〈王子的新衣〉、第67名〈收藏〉
- 動感101最受歡迎101金曲－ 第22名〈疼愛〉、第89名〈收藏〉
- 新加坡933醉心龍虎榜頂尖100[永久]－ 第5名〈原諒我〉、 第50名〈收藏〉
- KKBOX 線上音樂華語點播排行－ 第8名〈原諒我〉、 第13名〈王子的新衣〉、 第21名〈收藏〉、 第42名〈疼愛〉
- 中央廣播電臺 台灣之音龍虎榜年終排行榜[永久]－ 第3名〈Blues〉

## 入圍得獎獎項
- 2008年7月 2008年度【新城國語力頒獎禮】新城國語力躍進歌手、新城國語新勢力歌手、新城國語力潮拜歌手：蕭敬騰 《蕭敬騰同名專輯》
- 2008年10月 第十四屆【新加坡金曲獎】 優秀新人獎：蕭敬騰《蕭敬騰同名專輯》、 最佳本地作曲獎：李偉菘 〈收藏〉
- 2008年10月 第八屆【全球華語歌曲排行榜】 年度二十大金曲〈收藏〉
- 2008年11月 第六屆【東南勁爆音樂榜】勁爆港台最佳新人獎：蕭敬騰《蕭敬騰同名專輯》、 十大金曲〈王子的新衣〉
- 2008年11月 第九屆【CCTV-MTV音樂盛典】港台地區年度最受歡迎潛力男歌手：蕭敬騰《蕭敬騰同名專輯》
- 2008年11月 2008年度【中華音樂人交流協會】11月推薦單曲〈收藏 〉
- 2008年12月 2008年度【Yahoo!奇摩十大熱門MV】第五名〈奮不顧身〉[35]
- 2008年12月 2008年度【搜狐網音樂年報評鑑】十佳專輯《蕭敬騰同名專輯》[36]
- 2008年12月 2008年度【騰訊網 星光大典】年度歌壇潛力歌手獎、年度風尚男歌手獎
- 2008年12月 2008年度【音樂先鋒榜 年度頒獎典禮】港台先鋒新人獎、先鋒演繹歌手獎
- 2008年12月 2008年度【中國移動無線音樂咪咕匯】無線音樂最具潛力男新人〈下載量1708498次〉 [37]
- 2009年1月 2008年度【新加坡8頻道】8大最受歡迎中文金曲/收藏[38]
- 2009年1月 2008年度【新加坡933醉心龍虎榜】十大最受歡迎男歌手/第七名[39]
- 2009年1月 2008年度【新加坡radio1003優勢流行榜】十大男歌手/第八名
- 2009年1月 2008年度【中歌榜北京流行音樂典禮】年度最受歡迎新人獎（港台）
- 2009年1月 第三十一屆【香港電台十大中文金曲頒獎音樂會】最有前途新人獎優異獎
- 2009年2月2008年度【湖南衛視‧百度娛樂沸點年度盤點】最熱門新晉歌手〈MP3頻道搜索量185,045,948〉[40]
- 2009年2月 2008年度【KKBOX 2008數位音樂風雲榜】專輯榜第三名《蕭敬騰同名專輯》、單曲榜：〈原諒我〉第八名、〈王子的新衣〉第十三名[41]
- 2009年2月 2008年度【ezpeer 2008年度點播排行榜】華語專輯榜第九名《蕭敬騰同名專輯》[42]
- 2009年3月 2008年度【新加坡e樂大賞】e樂人氣mv〈收藏〉[43]
- 2009年3月 第二届【KISS APPLE 親蘋果情歌榜】十首2008 最受歡迎發燒情歌第一名〈疼愛〉
- 2009年4月 第九屆【蒙牛酸酸乳音樂風雲榜】2008年度港台最佳新人獎
- 2009年4月 2008年度【MusicRadio中國TOP排行榜】港台年度最佳新人獎、港台地區校園人氣歌手大獎、港台年度金曲獎〈王子的新衣〉[44]
- 2009年5月 第二十屆【金曲獎】最佳新人獎入圍
- 2009年6月 2009年度【Hito流行音樂獎】HITO 聲猛新人 蕭敬騰《蕭敬騰同名專輯》、年度十大華語歌曲〈收藏〉[45]
- 個人得獎記錄請參照 : 蕭敬騰

## 其他

### 公益活動
- 2008年6月 「第一張蕭敬騰同名專輯」網路競標以161,300 元賣出[46]，所得款項全數捐給〈財團法人罕見疾病基金會〉
- 2008年10月 「蕭敬騰同名專輯終極收藏版第一號 」網路競標以161,200 元賣出[47]，所得款項全數捐給〈喜憨兒社會福利基金會〉

## 外部連結
- 華納線上音樂雜誌
- 占士邦－蕭敬騰官方網站